# Puturrú de Fuá
Puturrú de Fuá est un groupe de musique humoristique espagnol, originaire de Saragosse, Aragon.

## Histoire
En 1978, Francisco Curro Fatás entre en contact avec José « Pepe » Gros et Juanma Labordeta (neveu de José Antonio Labordeta), qui ont un duo musical, et crée Puturrú de Fuá, dans le sillage d'autres groupes satiriques comme La Trinca, et avec pour référence Les Luthiers, dont ils sont de fervents admirateurs. Ils signent sur le label Fonomusic et leur producteur est Plácido Serrano. Au cours de leurs premières années, leur carrière s'est déroulée en Aragon, où ils ont enregistré leur premier disque, Abril, en 1978.
En 1980, lorsque Juanma Labordeta part faire son service militaire, Curro forme le groupe de rock Curroplastic, dont l'esthétique et le style sont plus proches de groupes comme La Orquesta Mondragón que d'autres groupes humoristiques comme La Charanga del Tío Honorio ou Desmadre 75. Pendant ce temps, Pepe Gros, qui, comme Curro, venait du monde du théâtre, d'un groupe appelé Patito Feo, a continué avec Puturrú avec une pièce intitulée El adiós del Mariscal, à laquelle Curro s'est joint plus tard, ajoutant deux nouveaux rôles à la pièce.
Le groupe a atteint une popularité nationale en 1985, lorsqu'il a sorti son album No es una marca de fuagrás. Avec leur album suivant, Ni fu ni fuá, ils deviennent des habitués de la radio et de la télévision et leurs chansons entraînantes comme No te olvides la toalla cuando vayas a la playa ou Los Chicos de Plan sont devenues des chansons estivales. En 2018, le groupe fête son 40e anniversaire d'existence avec un concert. Le chanteur Pepe Gros, né en 1948, décède à son domicile le mardi 13 octobre 2020 d'une crise cardiaque.

## Discographie
- 1979 : Abril
- 1985 : Noes una nueva marca de fuagrás
- 1986 : Ni fú ni fuá
- 1987 : Menage a truá
- 1988 : Pásame la bola manola
- 1989 : Te has hecho pis
- 1990 : Úsame y tírame
- 1993 : Lo Mejor de Puturrú de Fuá
- 1996 : Finas hierbas
- 2000 : 20 años tiene mi humor
- 2009 : Peligroso para la salud